# Citrus Heights
Citrus Heights ist eine Stadt im Sacramento County im US-Bundesstaat Kalifornien mit 87.583 Einwohnern (Stand: 2020). Das Stadtgebiet hat eine Größe von 37,2 km².
Im April 2018 wurde hier der berüchtigte „Golden State Killer“ Joseph James DeAngelo Jr. festgenommen. Seit 1983 lebte dieser in Citrus Heights.